# Byron Dyce
Byron Dyce (Byron Alphonso Dyce; * 27. März 1948) ist ein ehemaliger jamaikanischer Mittelstreckenläufer. Wegen seiner Sprintstärke wurde er auch in der 4-mal-400-Meter-Staffel eingesetzt.
1967 wurde er bei den Panamerikanischen Spielen in Winnipeg Fünfter über 1500 Meter.
Bei den Olympischen Spielen 1968 in Mexiko-Stadt erreichte er über 800 Meter das Halbfinale und schied über 1500 Meter im Vorlauf aus.
1970 siegte er bei den Zentralamerika- und Karibikspielen über 1500 Meter. Bei den British Commonwealth Games in Edinburgh gelangte er über 800 Meter ins Halbfinale und wurde mit der jamaikanischen 4-mal-400-Meter-Stafette Fünfter. 1971 gelang ihm bei den Zentralamerika- und Karibikmeisterschaften ein Doppelsieg über 800 und 1500 Meter. Bei den Panamerikanischen Spielen in Cali gewann er Bronze über 800 Meter.
Bei den Olympischen Spielen 1972 in München kam er über 800 und 1500 Meter nicht über die erste Runde hinaus.
1975 holte er bei den Zentralamerika- und Karibikmeisterschaften Gold über 800 Meter und Bronze über 1500 Meter.
1969 wurde er US-Meister über 880 Yards und 1972 US-Hallenmeister im Meilenlauf. Für die New York University startend wurde er 1968 und 1969 NCAA-Meister über 800 Meter bzw. 880 Yards.

## Persönliche Bestzeiten
- 880 Yards: 1:45,9 min, 21. Juni 1969, Knoxville (entspricht 1:45,2 min über 800 m)
- 1500 m: 3:40,0 min, 3. Juli 1975, Oslo
- 1 Meile: 3:57,34 min, 1. Juli 1974, Stockholm